# Сазонов, Александр Александрович
Александр Александрович Сазонов (29 июля 1833 года—после 1893) — генерал-майор, участник крымской войны, православный.

## Биография
| Воинские звания | Воинские звания | Воинские звания | Воинские звания |
| Дата            | Звание          | Примечание      |                 |
| --------------- | --------------- | --------------- | --------------- |
| 07.08.1851      | Прапорщик       |                 |                 |
| 02.09.1853      | Подпоручик      |                 |                 |
| 20.10.1855      | Поручик         |                 |                 |
| 03.09.1861      | Штабс-капитан   |                 |                 |
| 25.08.1865      | Капитан         |                 |                 |
| 16.04.1872      | Полковник       |                 |                 |
| 15.05.1883      | Генерал-майор   |                 |                 |

Александр Александрович родился 29 июля 1833 года.
Окончил Полоцкий кадетский корпус. 7 августа 1851 года был зачислен в Дворянский полк.
Участвовал в Крымской войне 1853—1856 годов.
С 4 ноября 1874 года по 21 декабря 1876 года и с 24 января 1880 года по 5 октября 1882 года — председатель патронной поверочной комиссии.
С 5 октября 1882 года — начальник Пиротехнической артиллерийской школы.
Совещательный член Артиллерийского комитета Главного артиллерийского управления.

## Награды
- Орден Святого Станислава 3-й степени (1859);
- Орден Святой Анны 3-й степени с мечами и бантом (1862);
- Орден Святого Станислава 2-й степени (1866), Имп. корона к ордену(1871);
- Орден Святой Анны 2-й степени (1876);
- Орден Святого Владимира 4-й степени с бантом за 25 лет выслуги (1879);
- Орден Святого Владимира 3-й степени (1880);
- Орден Святого Станислава 1-й степени (1887);
- Орден Святой Анны 1-й (1890).

## Семья
Был женат и имел двоих детей